# Cancroidea
Super-famille
Les Cancroidea sont une super-famille de crabes. Elle comprend deux familles.
Elle a été créée par Pierre André Latreille (1762-1833) en 1802.

## Liste des familles
Selon World Register of Marine Species (7 juillet 2016) :
- famille Atelecyclidae Ortmann, 1893
- famille Cancridae Latreille, 1802

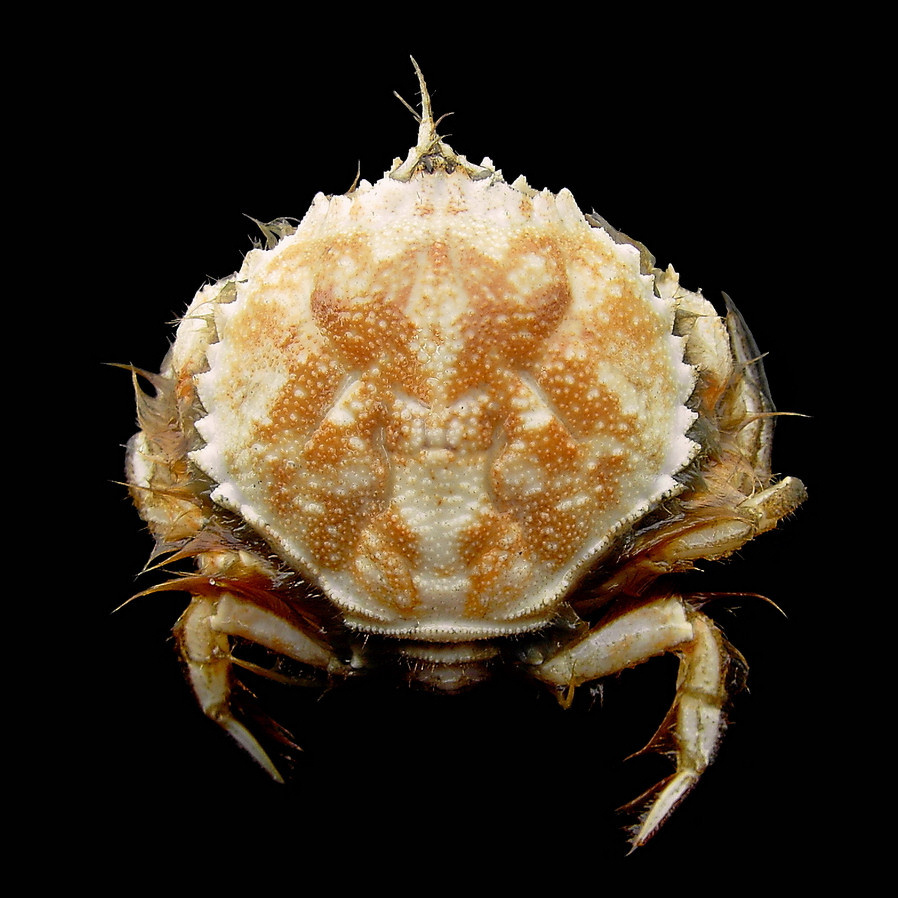
Atelecyclus rotundatus (Atelecyclidae)
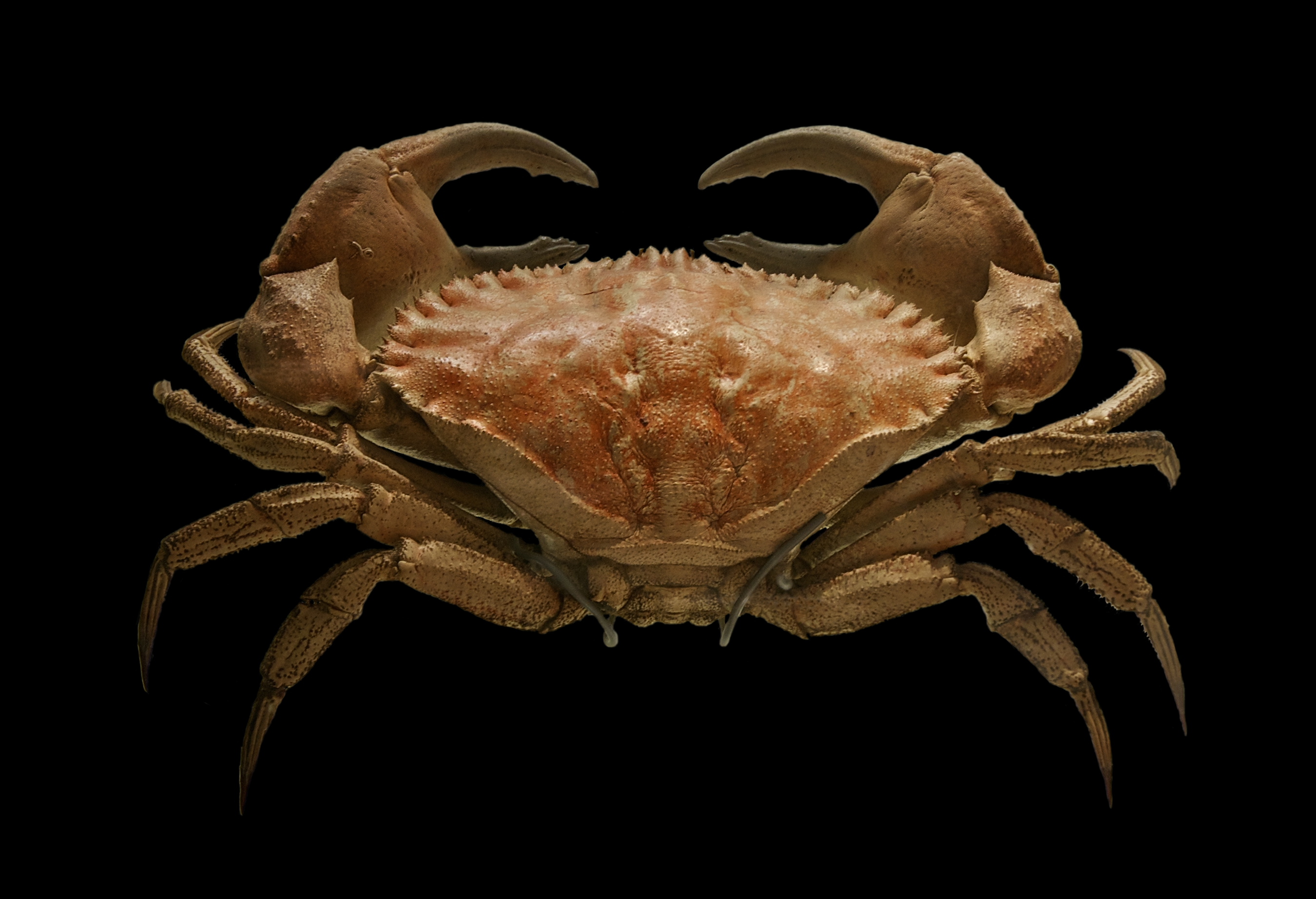
Cancer bellianus (Cancridae)

## Référence
- Latreille, 1802 : Histoire naturelle, générale et particulière des Crustacés et des Insectes. vol. 3. p. 1-467.

## Source
- Ng, Guinot & Davie, 2008 : Systema Brachyurorum: Part I. An annotated checklist of extant brachyuran crabs of the world. Raffles Bulletin of Zoology Supplement, n. 17, p. 1–286.
- De Grave & al., 2009 : A Classification of Living and Fossil Genera of Decapod Crustaceans. Raffles Bulletin of Zoology Supplement, n. 21, p. 1-109.